# グリーンズボロー駅
グリーンズボロ駅（グリーンズボロえき、英: Greensboro Station）はアメリカ合衆国バージニア州のタイソンズ地区にあるワシントンメトロの駅。2014年7月26日に開業し、ワシントン首都圏交通局（WMATA）によって運営されている。